# St. Franziskus (Chemnitz)

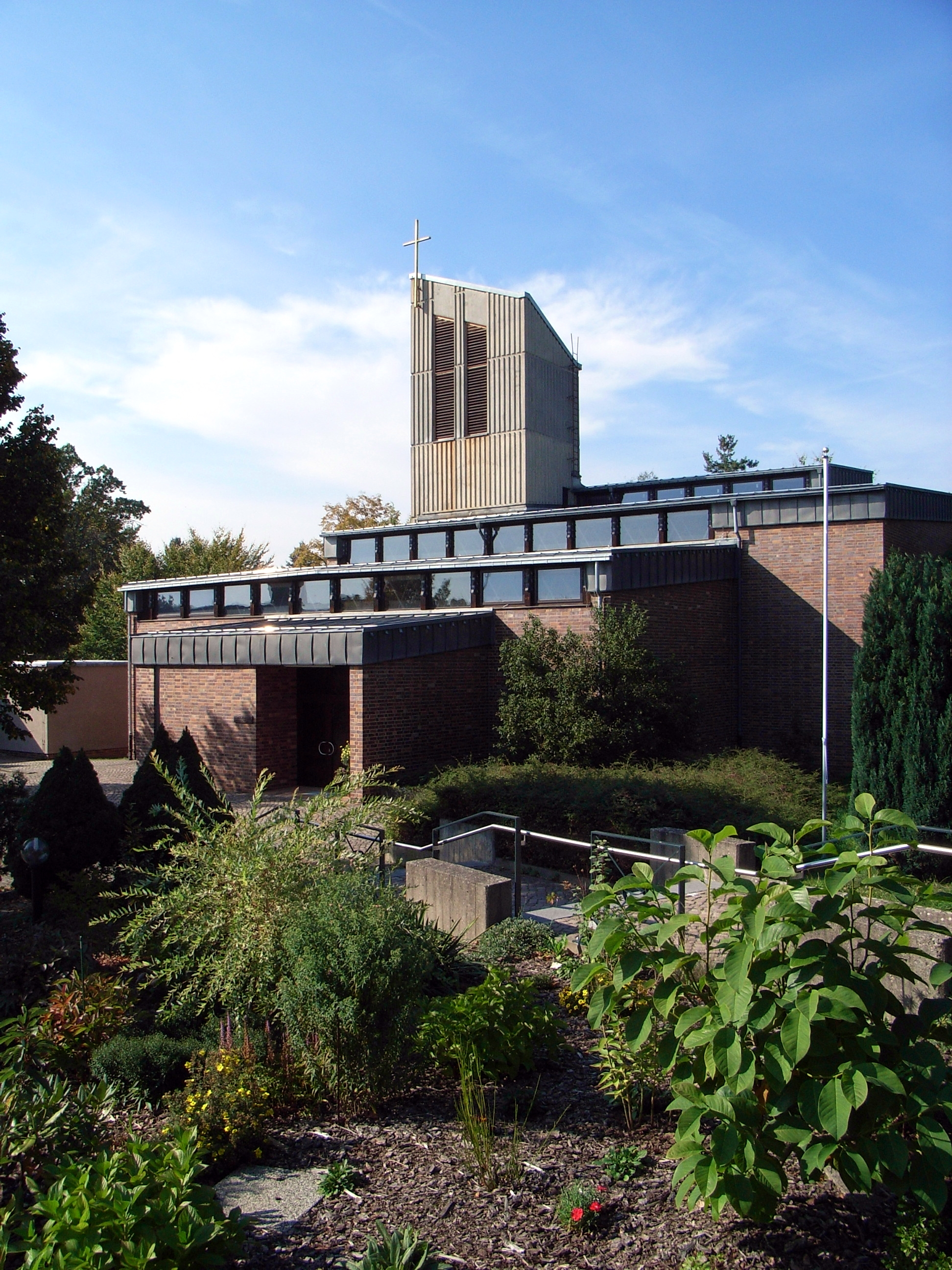
Kirche St. Franziskus Chemnitz (2009)

St. Franziskus ist die römisch-katholische Kirche in Chemnitz, Stadtteil Hutholz. Sie gehört zu den wenigen neu errichteten Kirchenbauten in der DDR. Das Gotteshaus mit der Anschrift An der Kolonie 8i war 1983 der zweite katholische Kirchen-Neubau in der DDR-Zeit von Chemnitz. Er entstand am Rand des Wohngebiets Fritz Heckert in einer Gartensiedlung.

## Geschichte
Ab 1971 entstand im Süden der damaligen Karl-Marx-Stadt ein neues Wohngebiet für etwa 100.000 Einwohner. Da die Großwohnsiedlung weit entfernt vom Stadtkern und von Kirchen-Standorten war, wurde am 1. Januar 1979 die Pfarrvikarie St. Franziskus mit Heinrich Bohaboj als Pfarrvikar begründet. Anfangs nutzen die dortigen Katholiken das evangelische Gemeindezentrum Helbersdorf der Bonhoeffergemeinde mit.

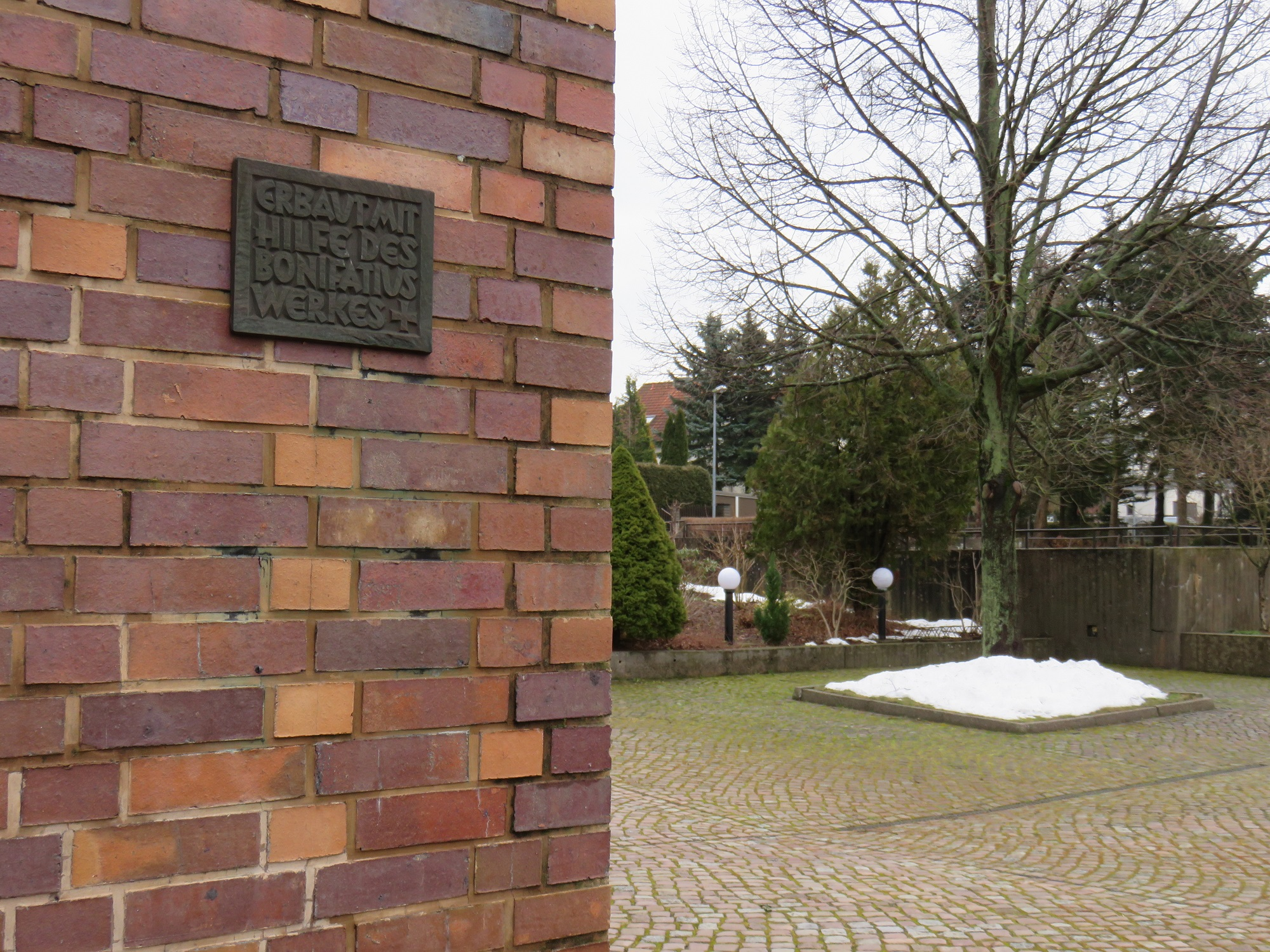
Tafel mit Hinweis auf das Bonifatiuswerk

Eigene kirchliche Bauten konnten von 1979 bis 1981 vom BMK (Bau- und Montagekombinat) Süd errichtet werden. Die Finanzierung erfolgte aus dem zweiten Kirchen-Sonderbauprogramm, einem Rahmenvertrag zwischen der Regierung der DDR und der katholischen Kirche in der Bundesrepublik Deutschland als Devisengeschäft: Das katholische Gotteshaus wurde vom Bonifatiuswerk Paderborn in D-Mark bezahlt.
Am 23. Oktober 1981 wurde der Grundstein gelegt. Die Franziskuskirche und das zugehörige Gemeindezentrum wurden von der Bauakademie der DDR, Institut für Wohnungs- und Gesellschaftsbau, Außenstelle Dresden, projektiert, verantwortet von Architekt Manfred Fasold. Das Richtfest war am 4. Juni 1982.
Am 2. Oktober 1983 weihte Bischof Gerhard Schaffran die neue Kirche und erhob St. Franziskus zur eigenständigen Pfarrei.
Am 1. Oktober 2014 verkaufte das Bistum Dresden-Meißen Kirche und Gemeindezentrum an die Koinonia Johannes der Täufer. Diese geschwisterliche Gemeinschaft zölibatär lebender Männer und Frauen richtete dort ihre Oase ein. Die Kirche wird weiterhin auch von der Gemeinde genutzt.

## Gestaltung und Architektur

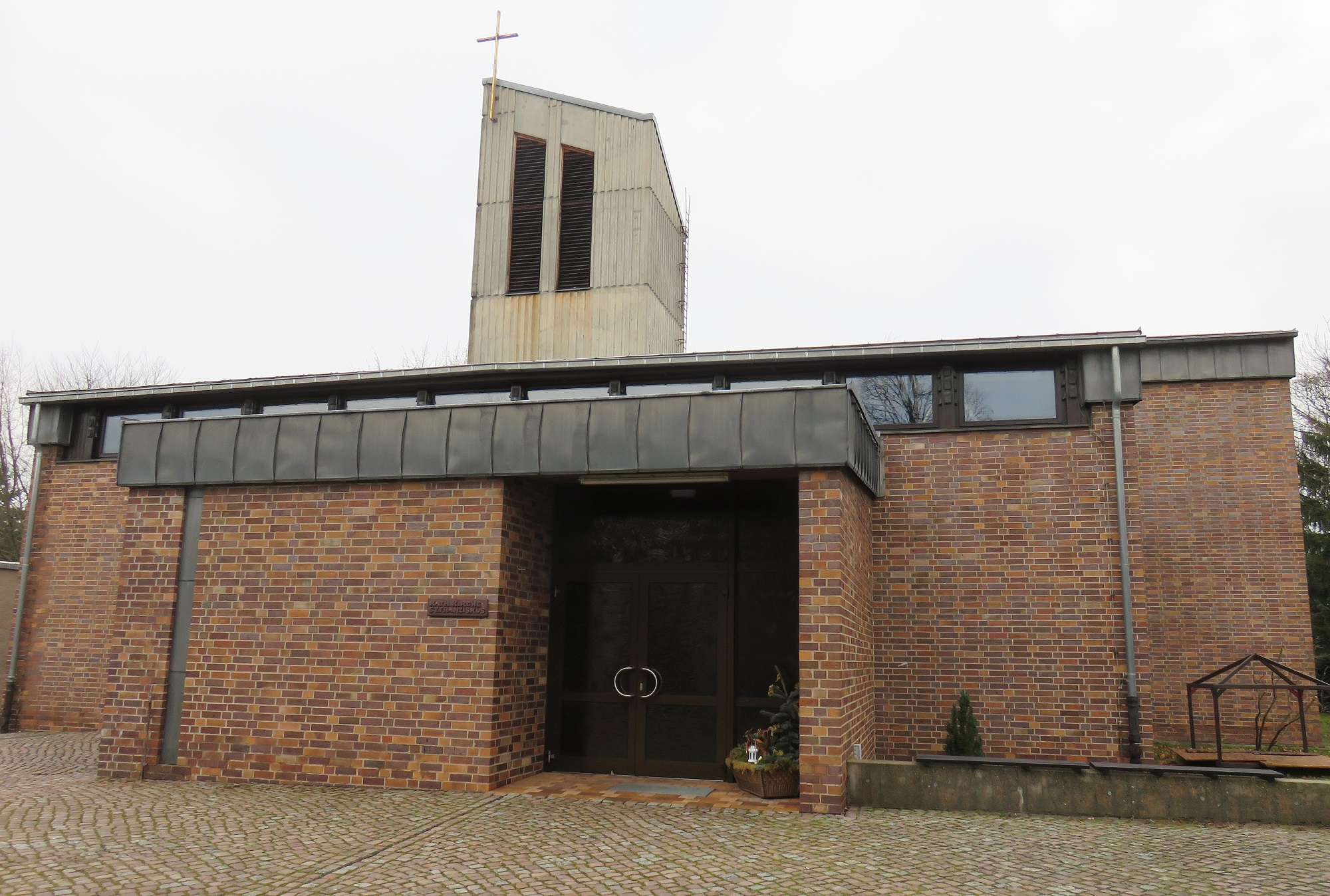
Vorderansicht (2018)

Pfarrhaus, Gemeindesaal mit Gemeinderäumen und Kirche sind um einen Innenhof gruppiert. Der Sakralbau hat einen unregelmäßigen Grundriss aufgrund des Aneinanderfügens von vier verschieden großen Rechtecken. Der Kirchturm mit dem Kreuz verdeutlicht die sakrale Funktion des Bauwerks.
Die Kirche aus einzelnen, höhengestaffelten Baukörpern bildet den städtebaulichen Schwerpunkt der Gesamtanlage. Das flache Dach ist mit Zinkblech gedeckt. An den Fassaden sind die für die Erbauungszeit typischen Werkstoffe erkennbar: Ziegel, Stahl und Beton.
Aufgrund der Bauwerksstaffelung wird der Kircheninnenraum zum Altar zunehmend höher. Tageslicht gelangt durch drei Oberlichtbänder ins Innere. Die Tragekonstruktion in der Decke ist sichtbar.
Die deutliche Konzentration auf den Altarraum wird mit der Wandgestaltung erreicht, bei der sich der Künstler vom Sonnengesang des Heiligen Franziskus inspirieren ließ, Dank und Lob für die Schöpfung werden dargestellt. Kreuz, Tabernakel und Altar verweisen auf das Geschenk der Erlösung.
Die als großer Kreis gestaltete Sonne dominiert die Darstellung in verschiedenen Rottönen, die farblich deutlich kräftiger gewählt wurden als die andere Wandgestaltung. Das Kreuz ist von seiner Größe in die Sonnendarstellung konzipiert. Von dieser scheinen sich Kurven – den Sonnenstrahlen gleich – in die verschiedenen Richtungen auszubreiten. „Gelobt seist Du, Herr, für Bruder Wind, und für Luft und Wolke und Himmelsblau und jedwedes Wetter“, heißt es im Sonnengesang. Symbolisch dargestellt wird dies mit scheinbarer Bewegung und sanfter Beruhigung der Farben von hellem Blau und Ocker über Rosenholzfarben zu Erdbraun.
Den Altarraum und das ihn prägende Wandbild vom Sonnengesang des Heiligen Franziskus schuf Werner Juza (Wachau bei Dresden). Die Stele an der Außenwand des Gemeindezentrums, die Franziskus inmitten der Natur darstellt, fertigte Gertraud Mihatsch (Chemnitz/Stelzendorf).
Hinter einer Betonwand ist die hölzerne Madonnenstatue, eine Renaissance-Figur aus Böhmen, aufgestellt, die die Kirchengemeinde 1983 erwarb und restaurieren ließ.
Mitverantwortlich für die Raumprogramm und die theologische Konzeption der Kirche war der damalige Gemeindepfarrer Heinrich Bohaboj.

## Orgel
Es gibt eine Orgel von der Firma Jehmlich Dresden, die ursprünglich 1959 für die Dresdener Hofkirche gebaut wurde. Dahin kehrte 1960 die Silbermann-Orgel zurück. Im Jahre 1998 wurde deshalb diese Jehmlich-Orgel in der Chemnitz eingebaut.

## Kirchgemeinde
Seit dem 22. April 2018 mit der Gründung der Pfarrei Hl. Mutter Teresa gehört die Gemeinde zu dieser Pfarrei, zu der neben der St.-Franziskus in Chemnitz auch die Maria-Hilf-Kirche, die St.-Antonius-Kirche, die St.-Joseph-Kirche und die St.-Johannes-Nepomuk-Kirche sowie in Frankenberg die St.-Antonius-Kirche und in Zschopau die St.-Marien-Kirche gehören.